# Поварнино
Поварнино — деревня в Островском районе Псковской области. Входит в состав Воронцовской волости.
Расположена у левого прибережья реки Черёха (западнее от деревни Шаркуновка), в 30 км к востоку от города Остров и в 13 км к северо-востоку от волостного центра, села Воронцово.
Численность населения деревни по состоянию на 2000 год составляет 6 жителей.
До 2005 года деревня входила в состав ныне упразднённой Шаркуновской волости с центром в д.Погорелка.